# Уелен
Уелен (рус. Уэ́лен) је насеље на крајњем североистоку Русије и Евроазије. Према последњем попису из 2010. године, овај мали град, са суштинским обележјима села, броји 687 становника. Налази се на крајњој североисточној обали Сибира, на делу Беринговог мореуза, где је пролаз или Рт Дежњев. Припада Чукотском аутономном округу и око 100 километара је удаљен од Велса, градића на крајњој западној обали Аљаске.

## Географски подаци
Уелен лежи на 66° 10’ северне географске ширине и 169° 49’ западне географске дужине. Надморска висина износи 3 метра. Аутомобилски код града је 87. Временска зона је UTC+12.

## Становништво
Становништво насеља чине Чукчи и Ескими. Просечна густина насељености износи 1 становник на 1 квадратном километру.

## Привреда
Уелен је познат по традиционалној упућености на море и лов на моржеве, а познат је и по вековима дугој традицији резбарења у костима, коју са подједнаким даром негују и Чукчи и Ескими.

## Уметност и литература
У Уелену, рођен је отац Чукчијске литературе, Јуриј Сергејевич Ритхе, аутор десетак новела и збирки кратких прича.